# Liste der Universitäten in Mailand
Dies ist eine Liste der Universitäten in Mailand; es befinden sich in Mailand folgende Universitäten:
- die Universität Mailand (italienisch: Università degli Studi di Milano, auch einfach Statale);
- die Università degli Studi di Milano - Bicocca;
- die Wirtschaftsuniversität Luigi Bocconi (italienisch: Università Commerciale Luigi Bocconi);
- die Libera università di lingue e comunicazione IULM;
- die Università Vita-Salute San Raffaele;
- die Katholische Universität vom Heiligen Herzen (italienisch: Università Cattolica del Sacro Cuore);
- das Polytechnikum Mailand (italienisch: Politecnico di Milano);